# Neotamias obscurus
Tamias obscurus — вид гризунів родини вивіркових (Sciuridae). Він зустрічається в Нижній Каліфорнії, Мексика, і на півдні Каліфорнії в США.
Зазвичай зустрічається в посушливих і напівпосушливих біотопах в асоціації з сосною кедровою (Pinus monophylla) і ялівцем (Juniperus californicus), з деякими видами дуба звичайного (Quercus chrysolepsis) і юки (Yucca brevifolia), кактусів (Opuntia), кролячої щітки (Chrysothamnus viscidiflorus) і шавлії (Artemesia tridentate) у підліску, а також кам'янистим ґрунтовим покривом.
Ця тваринка особливо активна наприкінці літа, з раннього до середнього ранку і з середини до кінця дня, особливо коли доступні горіхи пінії. Горіхи пінії є основною їжею наприкінці літа, і бурундуків можна зустріти вдень, коли вони лазять по соснах у пошуках горіхів. Цей вид харчується різноманітним насінням, фруктами і квітами, але утримувані в неволі особини відмовлялися їсти комах і м'ясо. У Каліфорнії повідомлялося, що T. obscurus може мати більше двох приплодів по три-чотири дитинчата в кожному на рік. Він використовує нори з входами, захищеними великими валунами.